# Agathis femorata
Agathis femorata är en stekelart som först beskrevs av Cameron 1887.  Agathis femorata ingår i släktet Agathis och familjen bracksteklar. Inga underarter finns listade i Catalogue of Life.